# Comté de Dodge (Géorgie)
Pour les articles homonymes, voir Comté de Dodge.
Le comté de Dodge est un comté de Géorgie, aux États-Unis.

## Démographie
| 1880  | 1890   | 1900   | 1910   | 1920   | 1930   |
| ----- | ------ | ------ | ------ | ------ | ------ |
| 5 358 | 11 452 | 13 975 | 20 127 | 22 540 | 21 599 |

| 1940   | 1950   | 1960   | 1970   | 1980   | 1990   |
| ------ | ------ | ------ | ------ | ------ | ------ |
| 21 022 | 17 865 | 16 483 | 15 658 | 16 955 | 17 607 |

| 2000   | 2010   | - | - | - | - |
| ------ | ------ | - | - | - | - |
| 19 171 | 21 796 | - | - | - | - |